# Reggio Calcio a 5 2006-2007
Questa pagina raccoglie i dati riguardanti il Reggio Calcio a 5, squadra di calcio a 5 militante in serie A, nelle competizioni ufficiali del 2007-2008. Lo sponsor principale era "Lab Infissi".

## Rosa[1]
| N° | Naz.                 | Ruolo      | Sportivo                           | Anno     |  |  |
| -- | -------------------- | ---------- | ---------------------------------- | -------- |  |  |
|    | Italia (bandiera)    | POR        | Gianfranco Angelini                | 21.07.74 |  |  |
|    | Brasile (bandiera)   | PIV        | Cantagalo                          | 16.10.80 |  |  |
|    | Brasile (bandiera)   | DIF        | Fininho                            | 15.01.82 |  |  |
|    | Brasile (bandiera)   | LAT        | Gildemario                         | 16.07.82 |  |  |
|    | Brasile (bandiera)   | PIV        | Rafael Gagliardi Lacau da Silveira | 26.12.78 |  |  |
|    | Italia (bandiera)    | POR        | Antonino Martino                   | 26.03.87 |  |  |
|    | Italia (bandiera)    | POR        | Giuseppe Meliadò                   | 19.06.85 |  |  |
|    | Italia (bandiera)    | UNI        | Giuseppe Molluso                   | 27.01.72 |  |  |
|    | /                    | DIF        | Patrick Nora                       | 16.05.79 |  |  |
|    | Brasile (bandiera)   | PIV        | Leandro Pereira Ribeiro            | 02.03.73 |  |  |
|    | /                    | DIF        | Thyago Piffer                      | 06.09.82 |  |  |
|    | Argentina (bandiera) | DIF        | Carlos Sánchez                     | 31.01.75 |  |  |
|    | /                    | DIF        | Carlos Scala                       | 24.08.72 |  |  |
|    | Brasile (bandiera)   | LAT        | Rodrigo Vaiz                       | 21.03.87 |  |  |
|    | Paraguay (bandiera)  | LAT        | Carlos Villalba                    | 10.02.72 |  |  |
|    | Paraguay (bandiera)  | LAT        | René Villalba                      | 08.07.81 |  |  |
|    | Paraguay (bandiera)  | PIV        | Walter Villalba                    | 22.10.77 |  |  |
|    | Italia (bandiera)    | Allenatore | Massimo Ronconi                    | 27.09.57 |  |  |
|    | Italia (bandiera)    | Allenatore | David Ceppi                        | 01.01.67 |  |  |